# Stefanskirchen

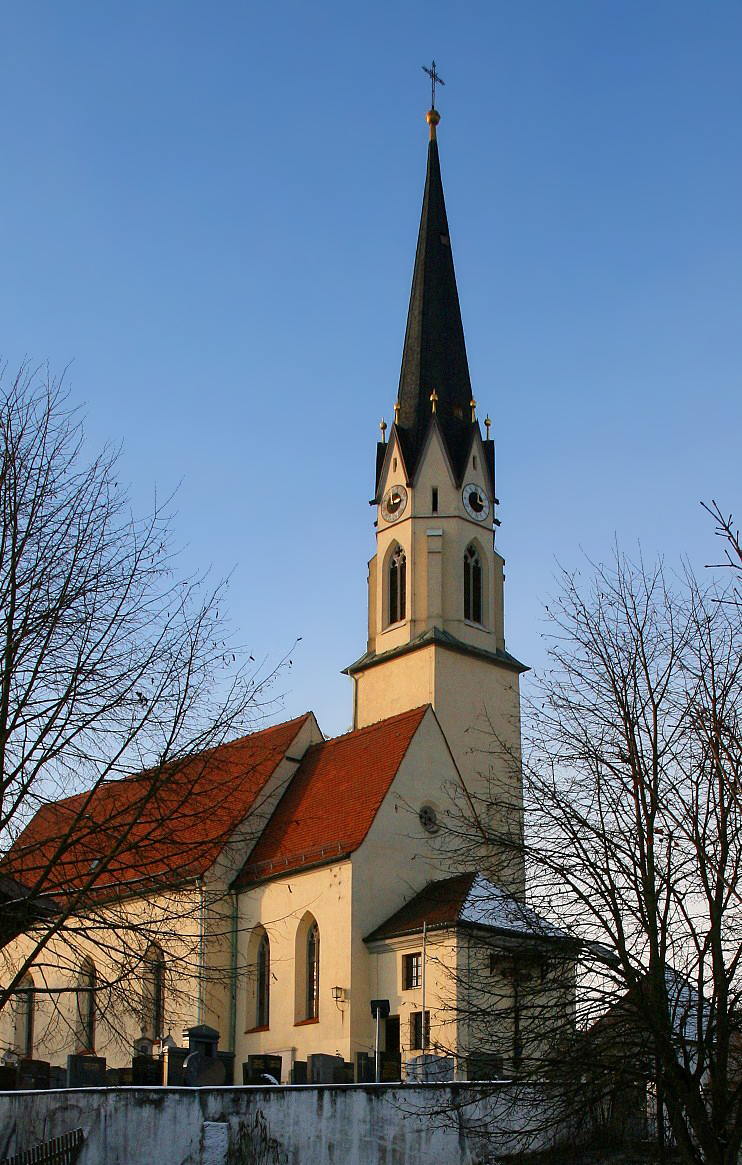
Pfarrkirche St. Stephanus in Stefanskirchen

Stefanskirchen ist ein Pfarrdorf und ein Gemeindeteil der Gemeinde Ampfing im oberbayerischen Landkreis Mühldorf am Inn und eine Gemarkung.
Es liegt an der Kreisstraße MÜ 25 etwa fünf Kilometer nordwestlich von Ampfing südlich über dem Tal des Stengerbachs.

## Geschichte
Der Ort wurde erstmals im Jahr 788 in der Notitia Arnonis, dem Güterverzeichnis des Erzbistums Salzburg, als eccl. ad Stephanum erwähnt. Über die Obmannschaft Stephanskirchen übte das Erzstift Salzburg bis 1803 die niedere Gerichtsbarkeit über seine Untertanen in diesem Gebiet aus.
Die ehemalige Gemeinde Stephanskirchen wurde 1818 mit dem bayerischen Gemeindeedikt begründet. Die Gemeinde umfasste die Orte Attenhausen, Berg, Edgarten, Edmühle, Eigelsberg, Fachenberg, Faitzenham, Göppenham, Heisting, Hiebl, Holzhäusl, Kramerding, Manharting, Oberaichet, Oberalmsham, Oberapping, Oberhof, Radlbrunn, Ratzing, Steng, Stetten, Unteralmsham, Utzing, Waldsberg, Weiher, Windstoß und Zaismaier.
Der Orts- und Gemeindename wurde zwischen 1950 und 1961 in Stefanskirchen geändert. Im Jahr 1961 hatte die Gemeinde eine Fläche von 1102,13 Hektar und 29 Orte. In 102 Wohngebäuden lebten 494 Einwohner. Das Pfarrdorf Stefanskirchen hatte damals 30 Wohngebäude und 160 Einwohner. Die Eingemeindung nach Ampfing erfolgte am 1. Januar 1972.

### Einwohner der Gemeinde
480 Einwohner (1840)
540 Einwohner (1871)
590 Einwohner (1900)
568 Einwohner (1925)
537 Einwohner (1933)
516 Einwohner (1939)
621 Einwohner (1950)
494 Einwohner (1961)
Quelle: Beiträge zur Statistik Bayerns. Heft 192

## Kultur und Sehenswürdigkeiten

### Bauwerke
Die Katholische Pfarrkirche St. Stephanus in Stefanskirchen ist eine ursprünglich gotische Kirche (einem romanischen Vorgänger folgend). Sie wurde im 18. Jahrhundert barockisiert, 1882–1887 erweitert und im neugotischen Stil umgestaltet (regotisiert). Die letzte Maßnahme bestimmt bis heute das Erscheinungsbild.
In der Liste der Baudenkmäler in Ampfing sind für Stefanskirchen zwei Baudenkmäler aufgeführt.

### Vereine
Zum Dorf gehören auch einige Vereine, wie zum Beispiel der Schützenverein SV 1925 Stefanskirchen, gegründet im Jahr 1925 oder die Freiwillige Feuerwehr Stefanskirchen.
Die Freiwillige Feuerwehr, welche seit dem Jahr 1995 im neuen Feuerwehrhaus untergebracht ist, gehört dem Brandmeistergebiet Mühldorf Land2/3 an und wurde erstmals im Jahr 1868 erwähnt. Zum Fuhrpark gehören zwei Fahrzeuge, die Anzahl der Mitglieder beträgt zurzeit 65, zudem gibt es seit 1981 auch eine Jugendfeuerwehr.
Seit 2023 ist neben dem Gerätewagen (GW-L1) ein TSF-W im Einsatz. Dieses wurde September 2023 geweiht und dient als Nachfolger des TSF von 1994. Bereits 2020 wurde die Anschaffung des neuen Feuerwehrfahrzeugs Seitens der Gemeinde beschlossen, zusammen mit der Einrichtung eines Atemschutzabteils.
Weiter gibt es den katholischen Burschenverein Stefanskirchen, die KSK Stefanskirchen und die Jagdgenossenschaft.

### Sonstige Einrichtungen
In Stefanskirchen befindet sich außerdem ein Gemeindekindergarten, welcher seit seinem 50-jährigen Jubiläum (Mitte 2023) den Namen "Dorfstrolche" trägt.